# Oebisfelde-Weferlingen
Oebisfelde-Weferlingen é um município da Alemanha, situado no distrito de Börde, no estado de Saxônia-Anhalt. Tem 249,22 km² de área, e sua população em 2019 foi estimada em 13.558 habitantes.